# Barleria lancifolia
Barleria lancifolia es una especie de planta floral del género Barleria, familia Acanthaceae.
Es nativa de Botsuana, provincia de El Cabo, KwaZulu-Natal, Mauritania, Mozambique, Namibia, y Zimbabue. Especie introducida en Cuba.

## Descripción
Es un subarbusto que puede llegar a crecer 30–70 centímetros de altura, con semillas de hasta 6.5×5 mm. Los tallos de esta especie son densos y blancos con tricomas (pelos) glandulares extendidos y a veces dispersos. Tiene hojas ovadas de 2,8–10,5 × 1–3 centímetros; ápice agudo y pecíolo de hasta 15 mm.